# CTV
CTV Television Network, běžně známý jako CTV (Canadian TeleVision), je kanadská pozemní televizní stanice v anglickém jazyce, kterou vlastní společnost Bell Media. Stanici získala společnost BCE Inc. v roce 2000 a nyní je divizí dceřiné společnosti Bell Media společnosti BCE. CTV je největší soukromá televizní síť v Kanadě.